# The Last Dinner Party
The Last Dinner Party — британський інді-рок гурт із Лондона, створений у 2021 році.
Музика гурту The Last Dinner Party була класифікована як інді-рок, арт-рок, бароко-поп.
Гурт підписав контракт з лейблом Island Records.
У квітні 2023 року гурт випустив свій дебютний сингл «Nothing Matters», який увійшов до 20 найкращих хітів Великої Британії.
Вони отримали нагороду Rising Star Brit Award у грудні 2023 року, а згодом перемогли в опитуванні BBC Sound of 2024.
Їхній дебютний студійний альбом, Prelude to Ecstasy, був випущений 2 лютого 2024 року та дебютував під номером один у чарті UK Albums Chart.

## Історія
Морріс, Девіс і Мейленд познайомилися в 2020 році в Лондоні перед вступом до університету. Вони разом часто відвідували концерти в одному з найкращих музичних закладів Лондона, пабі The Windmill; і відчували захоплення від того, що вони були частиною сцени в цьому місці, з такими гуртами, як Black Midi і HMLTD. Зрештою вони вирішили створити власний гурт.
Оригінальна назва гурту — the Dinner Party, була «навіяна ідеєю величезної розпусної вечері, де люди збиралися разом, щоб відсвяткувати гедоністичний бенкет».
Спільний друг порекомендував їм гітариста Робертса, і вони також залучили вокалістку і клавішницю Аврору Нішевці.
Спочатку гурту було важко знайти час для спільних репетицій через карантин пандемії COVID-19 у Великобританії. Гурт не виступав наживо аж до свого першого концерту в пабі The George, у Лондоні, в листопаді 2021 року.
На початку 2022 року вони підписали контракт із менеджмент-групою Q Prime.
Гурт все ще називався the Dinner Party. Протягом року гурт проводив репетиції та грав на розігріві на концертах інших гуртів у Лондоні, зокрема, зіграв на розігріві для гурту Rolling Stones у Гайд-парку в липні 2022 року, а також підтримав новозеландську співачку BENEE на її концерті у Лондоні.
Щоб уникнути плутанини з джазовим супергуртом Dinner Party, гурт вирішив змінити назву на The Last Dinner Party та підписав контракт з лейблом Island Records.
19 квітня 2023 року гурт The Last Dinner Party випустив свій дебютний сингл «Nothing Matters», який був спродюсований Джеймсом Фордом. Пізніше було оголошено, що пісня є частиною саундтреку до EA Sports FC 24.
Влітку 2023 року гурт підтримував співака Hozier і грав на кількох фестивалях у Великій Британії, Ірландії та Європі, включаючи фестивалі Glastonbury та Latitude.
Їх також запросили зіграти в прямому ефірі на музичному шоу радіостанції BBC Radio 6 Music, New Music Fix Friday.
Гурт випустив свій другий сингл «Sinner» 30 червня 2023 року і свій третій сингл «My Lady of Mercy» 9 жовтня 2023 року, обидва сингла були спродюсовані Джеймсом Фордом.
21 жовтня 2023 року вони вперше виступили на музичному шоу BBC, Later... with Jools Holland, виконавши сингли «Nothing Matters» і «My Lady of Mercy». У січні 2024 року гурт виступив на музичному шоу BBC, The Graham Norton Show.
Гурт був лауреатом нагороди BRITs Rising Star на Brit Awards 2024.

## Музичний стиль
Сингл «Nothing Matters» був описаний Rolling Stone UK як «надзвичайний арт-рок», тоді як Evening Standard описав їхню музику та живі виступи як такі, що мають «виразне бароко-поп звучання та образ».
Гурт порівнювали з Kate Bush, Siouxsie and the Banshees, Roxy Music, ABBA, Queen, Sparks, Florence and the Machine, Warpaint.
Учасники гурту назвали Девіда Боуї своїм головним натхненником.

## Учасники гурту
- Ебігейл Морріс (Abigail Morris) — головний вокал
- Ліззі Мейленд (Lizzie Mayland) — вокал, гітара, флейта
- Емілі Робертс (Emily Roberts) — соло-гітара, мандоліна, флейта, вокал
- Джорджія Девіс (Georgia Davies) — бас-гітара, вокал
- Аврора Нішевці (Aurora Nishevci) — клавішні, орган, фортепіано, синтезатор, вокал

Гастрольні учасники
- Ребека Рейнер — ударні, перкусія (2023–теперішній час)

## Дискографія

### Студійні альбоми
| Назва              | Деталі альбому                                                                              | Пікові позиції в чартах | Пікові позиції в чартах | Пікові позиції в чартах | Пікові позиції в чартах | Пікові позиції в чартах | Пікові позиції в чартах | Пікові позиції в чартах | Пікові позиції в чартах | Пікові позиції в чартах | Пікові позиції в чартах | Продажі                  |
| Назва              | Деталі альбому                                                                              | UK                      | AUS                     | BEL                     | FRA                     | GER                     | IRE                     | NLD                     | SCO                     | SWI                     | US Heat                 | Продажі                  |
| ------------------ | ------------------------------------------------------------------------------------------- | ----------------------- | ----------------------- | ----------------------- | ----------------------- | ----------------------- | ----------------------- | ----------------------- | ----------------------- | ----------------------- | ----------------------- | ------------------------ |
| Prelude to Ecstasy | - Випущено: 2 лютого 2024 р. - Лейбл: Island Records - Формат: CD, LP, цифрове завантаження | 1                       | 35                      | 2                       | 107                     | 15                      | 2                       | 4                       | 1                       | 10                      | 2                       | - Великобританія: 32 800 |

### Сингли
| Назва                                          | Рік  | Пікові позиції в чартах | Пікові позиції в чартах | Пікові позиції в чартах | Пікові позиції в чартах | Пікові позиції в чартах | Пікові позиції в чартах | Пікові позиції в чартах | Пікові позиції в чартах | Пікові позиції в чартах | Пікові позиції в чартах | Сертифікати   | Альбом             |
| Назва                                          | Рік  | UK                      | CAN Rock                | GER DL                  | IRE                     | JPN Over.               | LVA                     | NZ HOT                  | US AAA                  | US Alt                  | US Rock                 | Сертифікати   | Альбом             |
| ---------------------------------------------- | ---- | ----------------------- | ----------------------- | ----------------------- | ----------------------- | ----------------------- | ----------------------- | ----------------------- | ----------------------- | ----------------------- | ----------------------- | ------------- | ------------------ |
| "Nothing Matters"                              | 2023 | 16                      | 21                      | 30                      | 22                      | —                       | 17                      | 34                      | 5                       | 7                       | 35                      | - BPI: Silver | Prelude to Ecstasy |
| "Sinner"                                       | 2023 | —                       | —                       | —                       | —                       | —                       | —                       | —                       | 5                       | —                       | —                       |               | Prelude to Ecstasy |
| "My Lady of Mercy"                             | 2023 | —                       | —                       | —                       | —                       | 5                       | —                       | —                       | —                       | —                       | —                       |               | Prelude to Ecstasy |
| "On Your Side"                                 | 2023 | —                       | —                       | —                       | —                       | —                       | —                       | —                       | —                       | —                       | —                       |               | Prelude to Ecstasy |
| "Caesar on a TV Screen"                        | 2024 | —                       | —                       | —                       | —                       | —                       | —                       | —                       | —                       | —                       | —                       |               | Prelude to Ecstasy |
| "—" позначає релізи, які не потрапили в чарти. |      |                         |                         |                         |                         |                         |                         |                         |                         |                         |                         |               |                    |

## Відеокліпи

### Музичні кліпи
| Назва                   | Рік  | Director(s)                           |
| ----------------------- | ---- | ------------------------------------- |
| «Nothing Matters»       | 2023 | Saorla Houston, The Last Dinner Party |
| «My Lady of Mercy»      | 2023 | Harv Frost, Dora Paphides             |
| «On Your Side»          | 2023 | Cal Mcintyre                          |
| «Caesar on a TV Screen» | 2024 | Harv Frost                            |

## Тури
В червні 2023 року було анонсовано перший тур гурту, згодом стало відомо, що тур з 10 концертів по Великій Британії заплановано на жовтень 2023 року, тур розпочинався в Blackpool Central Library в рамках Get It Loud In Libraries.
Після цього відбулося їхнє перше турне по США, було заплановано п'ять концертів з 31 жовтня по 9 листопада.
У листопаді 2023 року гурт оголосив про свій другий тур з 8 концертів по Європі, який мав відбутися у лютому 2024 року.
Вони оголосили дати північноамериканської частини туру в січні 2024 року, а також дати турне у Великобританії та Ірландії через кілька днів після цього. Тур триватиме з лютого по жовтень.

### Підтримка інших виконавців
- Світовий тур співачки Benee[60] (2022; один концерт)
- Тур Dance Fever гурту Florence + the Machine[61] (2023; один концерт)
- Тур Unreal Unearth співака Hozier[62] (2023; тринадцять концертів)

## Нагороди та номінації
| Нагорода        | Рік  | Категорія     | Робота     | Результат | Джерело |
| --------------- | ---- | ------------- | ---------- | --------- | ------- |
| MTV Push        | 2023 | MTV Push 2024 | Themselves | Номінація | [ 63 ]  |
| BBC Sound of... | 2024 | Sound of 2024 | Themselves | Перемога  | [ 64 ]  |
| Brit Awards     | 2024 | Rising Star   | Themselves | Перемога  | [ 65 ]  |

### Рейтинги
| Рейтингодавець | Рейтинг       | Рік  | Одержувач(і)      | Результат | Джерело |
| -------------- | ------------- | ---- | ----------------- | --------- | ------- |
| triple j       | "Hottest 100" | 2023 | "Nothing Matters" | 89 місце  | [ 66 ]  |